# Edgar Douglas Adrian
Edgar Douglas Adrian, 1st Baron Adrian (Hampstead (Londen), 30 november 1889 – Cambridge, 4 augustus 1977) was een Engelse elektrofysioloog en kreeg in 1932 de Nobelprijs voor Fysiologie of Geneeskunde, samen met Charles Scott Sherrington voor hun werk over de functie van neuronen.

## Biografie

### Jonge jaren
Adrian was de zoon van Alfred Douglas Adrian (1845-1922) en Flora Lavinia Barton (1858-1935). Hij ging naar Westminster School en studeerde natuurwetenschap aan het Trinity College in Cambridge. Voor het grootste deel van zijn leven bleef hij in Cambridge. Na arts te zijn geworden in 1915, deed hij klinisch werk in het St Bartholomew's Hospital in Londen tijden de Eerste Wereldoorlog, en behandelde soldaten met zenuwbeschadigingen en zenuwziekten zoals shellshock. Adrian ging in 1919 terug naar Cambridge en begon in 1925 met zijn onderzoeken naar zenuwimpulsen in de menselijke zintuigen.

### Werk
Voortbordurend op eerdere onderzoeken van Keith Lucas gebruikte hij een capillaire elektromotor en een kathodestraalbuis om de signalen van het zenuwstelsel te versterken en kon de elektrische ontlading van enkelvoudige zenuwvezels onder fysische prikkels waarnemen. Een toevallige ontdekking in 1928 bewees de aanwezigheid van elektriciteit in zenuwcellen. Adrian zei,
Ik had elektroden vastgemaakt aan de oogzenuw van een kikker om experimenten te doen met de retina. De kamer was bijna donker en het verwonderde me dat ik steeds geluid uit de luidspreker hoorde komen, geluid dat aangaf dat er veel impulsactiviteit gaande was. Pas toen ik merkte dat het geluid varieerde met mijn eigen bewegingen in de kamer realiseerde ik me dat ik in het gezichtsveld van het oog van de kikker stond en dat het signaleerde wat ik deed.
Een doorbraak, gepubliceerd in 1928, beschreef dat geprikkeldheid van de huid onder een constante prikkeling in eerste instantie hoog is, maar geleidelijk in de tijd vermindert, hoewel de gevoelsinput door de zenuwen vanaf het contactpunt constant in sterkte zijn, maar door de tijd in frequentie verminderen, met als resultaat dat de gewaarwording in de hersenen vermindert.
Toen hij deze resultaten uitbreidde naar pijn deed hij ontdekkingen over de ontvangst van zulke signalen in de hersenen en ruimtelijke verdeling van de gevoelsgebieden van de hersenschors (cortex cerebri) bij verschillende dieren. Deze conclusies leidden tot het idee van een gevoelskaart, de homunculus genoemd, in de somatosensibele schors.
Later maakte Adrian gebruik van elektro-encefalografie om de elektrische activiteit van de menselijke hersenen te bestuderen. Zijn werk aan de afwijkingen van het bergerritme maakte de weg vrij voor vervolgonderzoek in epilepsie en andere hersenproblemen. Hij bestudeerde in het laatste deel van zijn carrière de reukzin.
In 1942 kreeg hij de Order of Merit en in 1946 de Copley Medal. In 1955 kreeg Adrian van koningin Elizabeth de titel Baron Adrian, van Cambridge in het County Cambridge.